# كريستوفر فراي
كريستوفر فراي (18 ديسمبر 1907 - 30 يونيو 2005) شاعر وكاتب مسرحي إنجليزي. اشتهر بمسرحياته الشعرية، وخاصة The Lady's Not for Burning ، مما جعله قوة رئيسية في المسرح في الأربعينيوالخمسينيات من القرن الماضي.

## سيرة شخصية

### حياته السابقة
ولد كريستوفر فراي باسم آرثر هاموند هاريس في بريستول، وهو ابن تشارلز جون هاريس، مهندس البناء الذي تقاعد مبكرًا للعمل بدوام كامل كقارئ لاي مرخص في كنيسة إنجلترا، وزوجته إيما مارغريت فراي هاموند هاريس. بينما كان لا يزال صغيراً، أخذ اسم والدته قبل الزواج لأنه، لأسباب واهية للغاية، اعتقد أنها مرتبطة بمصلح سجن كويكر في القرن التاسع عشر إليزابيث فراي  تبنى إيمان إليزابيث فراي، وأصبح كويكر.
بعد حضوره مدرسة بيدفورد الحديثة، حيث كتب مسرحيات للهواة،  أصبح مدرسًا يعمل في روضة بيدفورد فروبيل ومدرسة هازلوود في ليمبسفيلد، ساري
في عشرينيات القرن الماضي، التقى بالكاتب روبرت جلينج، الذي أصبح صديقه لمدى الحياة.

### مسار مهني مسار وظيفي
تخلى كريستوفر فراي عن مسيرته الدراسية في عام 1932 ليؤسس فريق Tunbridge Wells Repertory Players ، الذي أدار لمدة ثلاث سنوات، وقام بإخراج وبطولة العرض الإنجليزي الأول لفيلم A Village Wooing للفيلم جورج برنارد شو في عام 1934. كرفع الستار، وضع نسخة منقحة من برنامج كتبه عندما كان تلميذًا يسمى The Peregrines . كما كتب الموسيقى لـ She Shall Have Music في عام 1935.
قامت مسرحية كريستوفر فراي عن الدكتور توماس جون بارناردو، مؤسس بيوت الأطفال، بجولة في إنتاج هواة لجمع الأموال في عامي 1935 و 1936، بما في ذلك ديبورا كير في فريق التمثيل.
بدأ كريستوفر فراي حياته المهنية على خلع عندما تم تكليفه من قبل النائب ستيننج، غرب ساسكس، لكتابة مسرحية الاحتفال بقديس المحلية، Cuthman من ستيننج، الذي أصبح الفتى مع عربة في عام 1938. سيتم وضعه بشكل احترافي في عام 1950 مع الشاب ريتشارد بيرتون في أول دور بطولة له.
قام Tewkesbury Abbey بتكليف مسرحيته التالية، The Tower ، التي كتبها عام 1939، والتي رآها الشاعر TS Eliot ، الذي أصبح صديقًا وغالبًا ما يُستشهد به باعتباره مؤثرًا. في عام 1939، أصبح ب أيضًا المدير الفني لـ Oxford Playhouse .
كان كريستوفر فراي من دعاة السلام، وكان معارضًا ضميريًا خلال الحرب العالمية الثانية، وخدم في فيلق غير المقاتلين؛ لجزء من الوقت كان ينظف مجاري لندن.
بعد الحرب، كتب كريستوفر فراي فيلمًا كوميديًا بعنوان A Phoenix Too Frequent ، والذي تم إنتاجه في مسرح ميركوري، نوتنج هيل جيت، لندن، في عام 1946، من بطولة بول سكوفيلد. المسلسل عبارة عن كوميديا مبنية على قصة بترونيوس عن أرملة أفسس، والبطولات الكاذبة لحزن دينامين على زوجها في قبره، واستيقاظها من جديد على فرحة الحياة من قبل ضابط وسيم يدخل القبر إلى الراحة في مسار الواجب.
تم إنتاج The Firstborn في Oxford Playhouse في عام 1948. المؤامرة هي حبكة مصر في خضم صراع خطير بين السيد والعبد، حيث شجب موسى امتيازاته كجندي تربى في مصر وإيجاد مسؤولية جديدة كقائد لشعبه. أنتجت المسرحية الممثلة كاثرين كورنيل وتضمنت أغنيتين كتبتا خصيصًا للمسرحية ليونارد برنشتاين.
وعليكم السلام ورحمة الله وبركاته في عام 1948 كتب لجنة لمهرجان كانتربري، ثور، مع الملائكة .

### أشغال كبرى
ثم كلف كريستوفر فراي بكتابة مسرحية من قبل أليك كلونز، مدير مسرح الفنون في لندن. تم عرض النتيجة، The Lady's Not for Burning ، لأول مرة هناك في عام 1948 بإخراج الممثل جاك هوكينز. نظرًا لنجاحها، انتقلت إلى West End لمدة تسعة أشهر، بطولة جون جيلجود وتضم ريتشارد بيرتون وكلير بلوم من بين الممثلين. تم تقديمه في برودواي في عام 1950، مرة أخرى مع بيرتون. مثلت المسرحية انتعاشًا في شعبية الدراما الشعرية، وعلى الأخص التي تبناها TS Eliot . إنها الأكثر أداءً من بين جميع مسرحياته وألهمت رئيسة الوزراء البريطانية مارغريت تاتشر لتقول، «عليك أن تستدير إذا أردت - السيدة ليست للالتفاف» في مؤتمر حزب المحافظين عام 1980 
في عام 1950، قام فراي بتعديل ترجمة دعوة جان أنويله إلى القلعة في دور Ring Round the Moon للمخرج Peter Brook . كما كتب كتاب Venus Observed الذي أنتجه لورانس أوليفييه في مسرح سانت جيمس. تبع ذلك فيلم «نوم السجناء» في عام 1951، وتم عرضه لأول مرة في كنيسة سانت توماس في شارع ريجنت، لندن، في عام 1951 ثم قام بجولة في وقت لاحق مع دينهولم إليوت وستانلي بيكر.
The Dark is Light Enough ، وهي مسرحية شتوية من بطولة كاثرين كورنيل وإديث إيفانز في عام 1954، كانت في المركز الثالث في رباعي من المسرحيات «الموسمية»، وظهرت موسيقى عرضية كتبها ليونارد برنشتاين. كما شارك في الإنتاج كل من Tyrone Power وLorne Greene وMarian Winters . كان لكريستوفر بلامر دور بديل كتب عنه في مذكراته. جاءت هذه المسرحية في أعقاب فصل الربيع لمسلسل «السيدة ليست للحرق» و «فينوس المرصودة» الخريفي. تم الانتهاء من الرباعية في عام 1970 مع A Yard Of Sun ، الذي يمثل الصيف.
كانت مسرحياته التالية ترجمات لمسرحيين فرنسيين: The Lark ، مقتبس عن جان أنويله L'Alouette ("The Lark"، في عام 1955 ؛ فيلم Tiger At The Gates ، مقتبس من فيلم La guerre de Troie n'aura pas بدلاً من Jean Giraudou ، في عام 1955 أيضًا؛ مبارزة الملائكة ، مقتبس من Giraudoux's Pour Lucrèce ، في عام 1960 ؛ وجوديث ، أيضًا بواسطة جيرودوكس، في عام 1962.
على الرغم من أن فراي عاش حتى عام 2005، إلا أن أسلوبه الشعري في الدراما بدأ يتلاشى مع ظهور Angry Young Men في المسرح البريطاني في منتصف الخمسينات. على الرغم من عمله بشكل أساسي في السينما في الستينيات، استمر في كتابة المسرحيات، بما في ذلك Curtmantle لشركة Royal Shakespeare Company في عام 1962، و A Yard of Sun - الرابعة في رباعيته الموسمية - في Nottingham Playhouse في عام 1970.
Curtmantle ' (1962) صفقات مؤامرة مع هنري الثاني ملك إنجلترا وصراعه مع توماس بيكيت. تم تعيين A Yard of Sun (1970) بعد الحرب العالمية الثانية مباشرة في وقت سباق الخيل السنوي الشهير Palio di Siena في شوارع Siena .
بعد نجاح له بعد الحرب يلعب فراي اشترى Trebinshwn، وغرامة ريجنسي منزل في Breconshire . عندما كان يعيش هناك، اعتاد السير فوق التل خلف المنزل، Allt ، إلى كنيسة Llansantffraed ، حيث دُفن شاعر القرن السابع عشر هنري فوغان،  وكان لشعر فوغان تأثير قوي عليه.
خلال السنوات العشر التالية، ركز على الترجمات الأخرى، بما في ذلك Peer Gynt لـ Henrik Ibsen و Cyrano de Bergerac لإدموند روستاند والتي تم إنتاجها في مسرح مهرجان تشيتشيستر.
في عام 1986، كتب One Thing More ، وهي مسرحية عن الراهب Northumbrian Cædmon من القرن السابع والذي حصل فجأة على موهبة تأليف الأغنية؛ تم عرضه لأول مرة في كاتدرائية تشيلمسفورد ثم تم بثه على بي بي سي، مع إنتاجات أخرى في لندن وأكسفورد.
تم تكليف مسرحيته الأخيرة، A Ringing Of Bells ، من قبل مدرسته القديمة، Bedford Modern School ، وتم عرضها هناك في عام 2000. في العام التالي، تم عرض إنتاج جديد في المسرح الوطني.
في وقت لاحق من حياته، عاش فراي في قرية إيست دين في غرب ساسكس،  وتوفي لأسباب طبيعية في تشيتشيستر عام 2005. توفيت زوجته فيليس التي تزوجها عام 1936 عام 1987. وقد نجا ابنهما تام.

### إحياء
تشمل إحياء مسرحياته قراءة مسرحية لـ The Lady's Not For Burning في المسرح الوطني في عام 2001 كواحدة من أفضل 100 مسرحية في القرن العشرين، مع الممثلين Alex Jennings وPrunella Scales و Samuel West . واصل ويست إنتاج فيلم The Lady's Not For Burning في مسرح Minerva في Chichester Festival Theatre في 2002 مع نانسي كارول وبنجامين ويترو. في عام 2007، تم عرضه في إنتاج جديد في مسرح Finborough ، لندن.
تم إحياء Ring Round The Moon في مسرح Royal Haymarket 1967-1968. بطولة جون ستاندينج وأنجيلا ثورن. في عام 2008، تم إحياؤه مرة أخرى، من إخراج شون ماتياس، ومرة أخرى بطولة أنجيلا ثورن، وتخرج من دور ديانا الشابة إلى كرسي متحرك باستخدام مدام ديسمورتس. ومن بين أعضاء فريق التمثيل الآخرين جيه جيه فيلد، وجوانا ديفيد، وبيليندا لانج، وجون رام، ولي لوسون.

### ميراث
في ذكرى إنجازاته، قامت مدرسة بيدفورد الحديثة بتسمية قاعة مدرسة جونيور الجديدة من بعده.

## فهرس

### كتابة الأفلام والتلفزيون
ابتداءً من الخمسينيات من القرن الماضي، تم تكييف العديد من مسرحيات فراي على الشاشة، وخاصة التلفزيون. نسخة من The Lady's Not For Burning أنتجها تلفزيون يوركشاير، بطولة كينيث براناغ، في عام 1987.
تعاون فراي مع دينيس كانان في سيناريو النسخة السينمائية لأوبرا بيجار للمخرج جون جاي (1953)، للمخرج بيتر بروك، وبطولة لورانس أوليفييه. كما كان أحد مؤلفي فيلم بن هور (1959) للمخرج ويليام ويلر. لكنه كان غير معترف به لجهوده مع بن هور ، وكذلك جور فيدال. بدلاً من ذلك، ذهب الاعتماد الكتابي الوحيد وترشيح جائزة الأوسكار إلى كارل تونبرج. تعاون في سيناريوهات أخرى بما في ذلك باراباس (1961)، الذي قام ببطولته أنتوني كوين، والكتاب المقدس: في البداية (1966)، من إخراج جون هيوستن. من بين العروض السينمائية الأخرى الفيلم الوثائقي The Queen Is Crowned (1953).
نصوص أفلامه التلفزيونية هي The Canary (1950)، The Tenant of Wildfell Hall (1968)، The Brontës of Haworth (1973)، The Best of Enemies (1976)، Sister Dora (1977)، Star Over Bethlehem (1981).

### الأعمال
- يجب أن يكون لديها موسيقى (1934)، مع مونتي كريك وإف إيتون
- فتح الباب (1936)
- الصبي ذو العربة (1938)
- روبرت الصقلي: أوبرا للأطفال (1938)، موسيقى مايكل تيبيت
- Seven at a Stroke: مسرحية للأطفال (1939)، موسيقى مايكل تيبيت
- البرج (1939)
- طفل الخميس (1939)، موسيقى مارتن شو
- طائر الفينيق شديد التردد (1946)
- البكر (1946)
- السيدة ليست للحرق (1948)
- ثور مع الملائكة (1948)
- كوكب الزهرة (1950)
- Ring Round the Moon (1950)، مقتبس من Jean Anouilh 's L'Invitation au Château
- حكاية الشتاء (1951) لموسيقى فراي مع تنسيق ليزلي بريدجووتر
- نوم السجناء (1951)
- الظلام نور كافي (1954)
- The Lark (1955) مقتبس من مسرحية جان أنويله
- Tiger At The Gates (1956)، مقتبس من مسرحية جان جيرودو
- تاج العام (1958)، موسيقى مايكل تيبيت
- مبارزة الملائكة (1958)، مقتبس من مسرحية جان جيرودو Pour Lucrèce
- كورتمانتل (1961)
- جوديث (1962) مقتبس من مسرحية جان جيرودوكس
- الصبي والسحر (1964) مقتبس من مسرحية كوليت
- بير جينت (1970)، استنادًا إلى ترجمة يوهان فيلينجر لمسرحية هنريك إبسن
- ساحة الشمس (1970)
- Cyrano de Bergerac (1975) مقتبس من مسرحية إدموند روستاند
- Can You Find Me: A Family History (1979)
- شيء واحد أكثر (أو تفسير Caedmon) (1986)
- رنين الأجراس (2001)

## الجوائز
- 1948 صندوق جائزة شو للسيدة ليست للحرق
- 1951 جائزة وليام فويل للشعر عن كوكب الزهرة
- 1951 جائزة New York Drama Critics Circle عن The Lady's Not for Burning
- 1952 جائزة New York Drama Critics Circle عن Venus Observed
- 1956 جائزة New York Drama Critics Circle عن The Tiger At The Gates
- 1956 ترشيح توني لجائزة The Tiger At The Gates
- 1962 ميدالية الملكة الذهبية للشعر
- 1962 جائزة Heinemann ، الجمعية الملكية للآداب لـ Curmantle
- 1966 دكتوراه في الآداب من جامعة مانشستر متروبوليتان
- 1971 نقابة الكتاب ترشيح جائزة أفضل مسرحية تلفزيونية بريطانية لـ The Tenant of Wildfell Hall
- 1987 دكتوراه في الآداب من جامعة أكسفورد
- 1988 زميل فخري بجامعة مانشستر متروبوليتان
- 1994 دكتوراه في الآداب من جامعة دي مونتفورت
- 1994 دكتوراه في الآداب من جامعة ساسكس
- 2000 زميل وحائز ميدالية بنسون

## يقتبس
| ”                                      | Try thinking of love, or something. Amor vincit insomnia. | “ |
| —Christopher Fry, A Sleep of Prisoners |                                                           |   |

| ”                                      | Life is a hypocrite if I can't live The way it moves me! | “ |
| —Christopher Fry, A Sleep of Prisoners |                                                          |   |

| ”                                        | If this is less than your best, then never, in my presence, Be more than your less: never! | “ |
| —Christopher Fry, A Phoenix Too Frequent |                                                                                            |   |

## روابط خارجية
- كريستوفر فراي في قاعدة بيانات الأفلام على الإنترنت
- كريستوفر فراي: تقدير (1951) لديريك ستانفورد
- نعي «كريستوفر فراي» من التلغراف
- مايكل بيلينجتون، «كريستوفر فراي» (نعي)، الجارديان ، 4 يوليو 2005
- كريستوفر فراي برودواي إنتاج مسرحياته
- بنديكت نايتنجيل، «كريستوفر فراي، كاتب مسرحي بريطاني في الآية، يموت عند 97» ، نيويورك تايمز ، 5 يوليو 2005
- موقع مسرح كريستوفر فراي التاريخي Rogues and Vagabonds
- مجموعة كريستوفر فراي في مركز هاري رانسوم بجامعة تكساس في أوستن
- كريستوفر فراي، الكاتب المسرحي: الأوراق محفوظة في مسرح متحف فيكتوريا وألبرت وقسم الأداء.
- «كريستوفر فراي» ، زملاء في الذاكرة، الجمعية الملكية للأدب